# Sibuyan
Sibuyan – filipińska wyspa na morzu Sibuyan. Jest ona położona między wyspami: Luzon na północy, Panay na południu, Masbate na wschodzie i Tablas na zachodzie.
Na Sibuyan uprawia się ryż oraz palmę kokosową.